# Ascocoma
Ascocoma är ett släkte av svampar. Ascocoma ingår i familjen Phacidiaceae, ordningen disksvampar, klassen Leotiomycetes, divisionen sporsäcksvampar och riket svampar.
|          | Allantophomopsis                     |
|          |                                      |
|          | Ceuthospora                          |
|          |                                      |
|          | Phacidium                            |
|          |                                      |
|          | Coma                                 |
|          |                                      |
|          | Lophophacidium                       |
|          |                                      |
| Ascocoma | \| \| Ascocoma eucalypti \| \| \| \| |
|          | \| \| Ascocoma eucalypti \| \| \| \| |
|          | Ascocoma eucalypti                   |
|          |                                      |

|  | Ascocoma eucalypti |
|  |                    |